# Eswatini aux Jeux olympiques
L'Eswatini participe aux Jeux olympiques depuis 1972 et a envoyé des athlètes à chaque Jeux d'été depuis cette date sauf en 1976 et en 1980 pour cause de boycott.
Le pays a participé une fois aux Jeux d'hiver en 1992. 
Le pays n'a jamais remporté de médaille.
Le Comité national olympique de l'Eswatini a été créé en 1971 et a été reconnu par le Comité international olympique (CIO) en 1972.